# واکه ساده
در آواشناسی واکه ساده (انگلیسی: Monophthong) به واکه‌ای گفته می‌شود که بر خلاف واکه‌های مرکب یا واکه‌های سه‌گانه از کیفیت یکنواختی برخوردار است.